# Unione Sportiva Livorno 1958-1959
Questa voce raccoglie le informazioni riguardanti la società calcistica italiana Unione Sportiva Livorno nelle competizioni ufficiali della stagione 1958-1959.

## Stagione
Le ambizioni ai labronici non mancano. 
Arno Ardisson, arrivato alla presidenza la stagione precedente, è ambizioso e sta lavorando per ottenere buoni risultati. Il girone d'andata è splendido, con 14 vittorie, tre pareggi e tre sconfitte, rinascono i sogni, dopotutto la squadra è affidata alle cure di un ex dei miracoli Ivo Fiorentini.
Il Livorno ha trovato in Emilio Gratton un bomber di lusso per la categoria, che realizzera 21 reti. Ma alla distanza il Livorno non regge il passo di Mantova e Siena. Il presidente tenta l'impossibile per scuotere la truppa, richiama Vinicio Viani al posto di Fiorentini, ma alla fine deve arrendersi. Un duro colpo al campionato labronico lo danno i "fatti" di Pisa di metà aprile nel derby ripetuto, con rissa in campo e conseguenti squalifiche della Lega Nazionale.

## Rosa
| N. |                   | Ruolo | Calciatore           |
| -- | ----------------- | ----- | -------------------- |
|    | Italia (bandiera) | C     | Bruno Baggiani       |
|    | Italia (bandiera) | A     | Costanzo Balleri     |
|    | Italia (bandiera) | C     | Giorgio Bartolini    |
|    | Italia (bandiera) | A     | Vito Bernardis       |
|    | Italia (bandiera) | P     | Renato Bertocchi     |
|    | Italia (bandiera) | A     | Luigi Bretti         |
|    | Italia (bandiera) | A     | Manlio Compagno      |
|    | Italia (bandiera) | C     | Aquilino De Petrillo |
|    | Italia (bandiera) | P     | Antonio Di Tommaso   |
|    | Italia (bandiera) | A     | Luciano Filippi      |
|    | Italia (bandiera) | P     | Giuseppe Gaspari     |

| N. |                   | Ruolo | Calciatore           |
| -- | ----------------- | ----- | -------------------- |
|    | Italia (bandiera) | A     | Emilio Gratton       |
|    | Italia (bandiera) | D     | Mauro Lessi          |
|    | Italia (bandiera) | C     | Mario Manenti        |
|    | Italia (bandiera) | C     | Enrico Mazzucchi     |
|    | Italia (bandiera) | C     | Armando Morelli      |
|    | Italia (bandiera) | A     | Francesco Mungai     |
|    | Italia (bandiera) | D     | Giuseppe Piazza      |
|    | Italia (bandiera) | D     | Armando Picchi (III) |
|    | Italia (bandiera) | C     | Luigi Pisetta        |
|    | Italia (bandiera) | D     | Roberto Stefanutti   |
|    | Italia (bandiera) | C     | Leardo Viacava       |

## Risultati

### Serie C girone A

#### Girone di andata
| Arbitro: | Ferrari (Milano) |

|                                                   |           |  |
| Compagno 20’ Mungai 31’ Bartolini 40’ Gratton 82’ | Marcatori |  |

| Busto Arsizio 28 settembre 1958 2ª giornata | Pro Patria         | 0 – 0 | Livorno | Stadio Comunale\| Arbitro: \| Sebastio (Taranto) \| |
| Arbitro:                                    | Sebastio (Taranto) |       |         |                                                     |

| 5 ottobre 1958 3ª giornata |  | – Turno di riposo |  |  |

| Arbitro: | Gazzano (Genova) |

|                                                |           |  |
| Gratton 12’, 69’, 81’ Compagno 41’ Balleri 43’ | Marcatori |  |

| Arbitro: | Basciu (Genova) |

|  |           |            |
|  | Marcatori | Bretti 19’ |

| Arbitro: | Famulari (Messina) |

|              |           |  |
| Mannucci 63’ | Marcatori |  |

| Arbitro: | Ferrari (Milano) |

|                             |           |  |
| Gratton 17’, 54’ Mungai 47’ | Marcatori |  |

| Arbitro: | Righi (Milano) |

|                        |           |  |
| Fantini 59’ Furini 85’ | Marcatori |  |

| Arbitro: | Trezza (Verona) |

|                                                     |           |                          |
| Pisetta 5’ Bretti 46’ Bartolini 51’ Mungai 87’, 90’ | Marcatori | 16’ Garzonio 70’ Favalli |

| Arbitro: | Cerutti (Legnano) |

|  |           |               |
|  | Marcatori | 44’ Bartolini |

| Arbitro: | Orlandi (Torino) |

|                         |           |  |
| Manenti 10’ Balleri 59’ | Marcatori |  |

| Arbitro: | Baldassarre (Udine) |

|  |           |              |
|  | Marcatori | 29’ Compagno |

| Arbitro: | Boati (Milano) |

|         |           |                  |
| Rao 48’ | Marcatori | 40’, 52’ Gratton |

| Arbitro: | Vatteone (Imperia) |

|             |           |  |
| Gratton 65’ | Marcatori |  |

| Arbitro: | Rossini (Cremona) |

|             |           |                |
| Gratton 56’ | Marcatori | 68’ Belvisotti |

| Vercelli 11 gennaio 1959 16ª giornata | Pro Vercelli         | 0 – 0 | Livorno | Stadio Leonida Robbiano\| Arbitro: \| Carbonelli (Brescia) \| |
| Arbitro:                              | Carbonelli (Brescia) |       |         |                                                               |

| Arbitro: | Righetti (Torino) |

|                           |           |  |
| Gratton 10’ Bernardis 36’ | Marcatori |  |

| Arbitro: | Roversi (Bologna) |

|  |           |                        |
|  | Marcatori | 63’ Bretti 87’ Gratton |

| Arbitro: | Gay (Asti) |

|                                           |           |                                     |
| Villa 23’ Bertani 26’ Ive 39’ Morelli 81’ | Marcatori | 67’ Filippi 68’ Pisetta 82’ Gratton |

| Arbitro: | Carpani (Pavia) |

|             |           |  |
| Gratton 60’ | Marcatori |  |

| Arbitro: | Capodagli (Ravenna) |

|               |           |  |
| Bernardis 18’ | Marcatori |  |

#### Girone di ritorno
| Arbitro: | Parisi (Messina) |

|                               |           |               |
| Bassi 7’ Lodi 52’ Savoldi 89’ | Marcatori | 59’ Bernardis |

| Arbitro: | Samani (Trieste) |

|             |           |                |
| Gratton 25’ | Marcatori | 83’ Bernasconi |

| 8 marzo 1959 24ª giornata |  | – Turno di riposo |  |  |

| Arbitro: | D'Agostini (Roma) |

|  |           |            |
|  | Marcatori | 88’ Bretti |

| Arbitro: | Negri (Monza) |

|  |           |                   |
|  | Marcatori | 70’ Cacciavillani |

| Arbitro: | Adami (Roma) |

|             |           |                   |
| Pisetta 59’ | Marcatori | 22’, 53’ Mannucci |

| Arbitro: | Liverani (Torino) |

|  |           |                 |
|  | Marcatori | 43’, 44’ Mungai |

| Arbitro: | Gambarotta (Genova) |

|             |           |             |
| Beretta 82’ | Marcatori | 46’ Gratton |

| Arbitro: | Moriconi (Roma) |

|                                          |           |             |
| Compagno 14’ Bernardis 39’ Mazzucchi 52’ | Marcatori | 88’ Micheli |

| Arbitro: | Baldassarre (Udine) |

|                         |           |             |
| Favalli 42’ Bolzoni 71’ | Marcatori | 22’ Gratton |

| Arbitro: | Ubezio (Novara) |

|            |           |                                                    |
| Mungai 67’ | Marcatori | 48’ (aut.) De Petrillo 82’ Castellazzi 86’ Corelli |

| Arbitro: | Carbonelli (Brescia) |

|                                                     |           |                           |
| Smenghi 11’ Neri 34’ Savigni 47’ (rig.) Turotti 77’ | Marcatori | 19’ Bartolinii 67’ Mungai |

| Arbitro: | Genel (Trieste) |

|                          |           |             |
| Compagno 10’ Gratton 16’ | Marcatori | 9’ De Paoli |

| Arbitro: | Orlandi (Torino) |

|  |           |                                        |
|  | Marcatori | 10’ (aut.) Baggiani 42’ Rao 69’ Buizza |

| Arbitro: | Roversi (Bologna) |

|                      |           |              |
| Raffin 13’ Galli 84’ | Marcatori | 38’ Compagno |

| Arbitro: | Perego (Milano) |

|           |           |  |
| Russi 40’ | Marcatori |  |

| Arbitro: | Cataldo (Reggio Calabria) |

|                      |           |             |
| Tonegutti 49’ (aut.) | Marcatori | 44’ Landoni |

| Mestre 28 maggio 1959 38ª giornata | Mestrina           | 0 – 0 | Livorno | Stadio Francesco Baracca\| Arbitro: \| Tavolini (Ferrara) \| |
| Arbitro:                           | Tavolini (Ferrara) |       |         |                                                              |

| Arbitro: | Sbardella (Roma) |

|  |           |              |
|  | Marcatori | 14’ Pierotti |

| Arbitro: | Angonese (Mestre) |

|                          |           |             |
| Bernardis 27’ Mungai 70’ | Marcatori | 63’ Morelli |

| Arbitro: | Bellotti (Pordenone) |

|                            |           |                        |
| Galandini 24’ Lombardi 25’ | Marcatori | 72’ Gratton 81’ Mungai |

| Arbitro: | Capodagli (Ravenna) |

|  |           |                  |
|  | Marcatori | 47’, 70’ Gratton |

#### Coppa Italia
| Arbitro: | Roversi (Bologna) |

|  |           |           |
|  | Marcatori | 50’ Gaeta |